# Comissió Internacional d'Il·luminació

Diagrama cromàtic del model de color CIE 1931 amb longituds d'ona en nanòmetres. Cal tenir en compte que els colors representats depenen de l'espai de color del dispositiu en el qual veieu la imatge.

La Comissió Internacional d'Il·luminació (en anglès: International Commission on Illumination; en francès: Commission Internationale de l'Éclairage, CIE) és l'autoritat internacional en llum, il·luminació, color, i espai de colors.
Establerta l'any 1913 i amb seu a Viena, Àustria, aquesta comissió fou creada per caracteritzar racionalment els colors de llums tal com les veu el cervell humà. Per aconseguir-ho ha dut a terme experiències sistemàtiques de comparació de colors per diversos observadors per poder definir un observador mitjà.
Aquestes experiències s'han interpretat en el quadre de la definició física de llums com ones electromagnètiques que contenen longituds d'ona compreses entre aproximadament 400 i 700 nanòmetres (milers de metres). Aquest interval correspon als diversos colors de l'arc iris entre el color violat i el vermell o, més exactament, als colors de descomposició de la llum blanca pel prisma. Una longitud d'ona caracteritza doncs un color pur (una tonalitat en el model de color HSL mentre que la seva intensitat lluminosa caracteritza la seva lluminositat o valor.
Per al físic, tota nova superposició d'un nombre qualsevol de colors pur defineix un nou color diferent de tots els altres. El nostre cervell distingeix els colors a través de receptors anomenats cons. Troba que hi ha a tot arreu tres tipus de cons, cosa que significa que un color es caracteritza per tres paràmetres, les intensitats "mesurades" pels tres cons o nombres que se'n dedueixen directament. Es constata que aquest sistema conté menys colors subjectius que els colors objectius que hi ha a física (dos colors indiscernibles per l'ull humà poden ser diferents als aparells de física). D'altra banda, es pot construir una multitud de sistemes equivalents relacionats entre si per tres equacions.
La CIE ha caracteritzat de manera precisa el sistema natural del senyal RGB (red/green/blue) que se sosté en els colors corresponents als màxims de resposta de cadascun dels tipus de cons; en aquest punt ha demanat als observadors d'ajustar les intensitats que s'han de donar als tres colors perquè la superposició d'aquests reprodueixi un color donat. Aquest sistema és additiu conforme a les lleis de Grassmann segons les quals les característiques d'una llum obtinguda superposant dues llums són iguals a les sumes de les característiques individuals. tot altre sistema deduït d'aquest per equacions de primer grau és també additiu.
És el cas del model de color CIE 1931 XYZ, que descriu de manera precisa la visió dels colors eliminant algunes mancances de RGB. XYZ es transformen en xyY, que reemplacen una descomposició en tres primaris per una descomposició en luminància i crominància.
Aquest darrer ha originat una multitud de sistemes pràctics en l'espai de color LAB que representa millor la percepció de diferències de colors però no és additiu.